# Croix de cimetière de Courpiac
La croix de cimetière de Courpiac est une croix hosannière située au centre du cimetière de la commune de Courpiac dans le département de la Gironde, en France.

## Historique
C'est à partir du XVe siècle qu'apparaissent les croix de cimetière. Lorsqu'elles sont placées au centre d'un cimetière on dit qu'elles sont des croix hosannières (on y chante la prière Hosanna lors de la bénédiction des rameaux). Le plus souvent elles sont construites par des maîtres-maçons plutôt que de réels sculpteurs. Elles correspondent à des dons de riches seigneurs. Les croix de cimetière mettaient en lumière le saint patron de la paroisse, puisqu'une représentation de ce saint occupait habituellement un des côtés de la croix sommitale.
La croix de l'église Saint-Christophe de Courpiac date du XVe siècle.
Le fût semble d'époque Renaissance. La colonne cannelé est plus ancienne que la croix. Elle est posée sur un support de pierre sculptée.
Chaque face du socle comporte un bas-relief représentant l'un des éléments du Tétramorphe. Chaque évangéliste  est identifié par son attribut : l'aigle pour Jean, l'ange pour Mathieu, le taureau pour Luc et le lion pour Marc.
Sur le côté est de la colonne, se trouve une statuette de saint Christophe, patron des voyageurs, en hommage aux pèlerins.

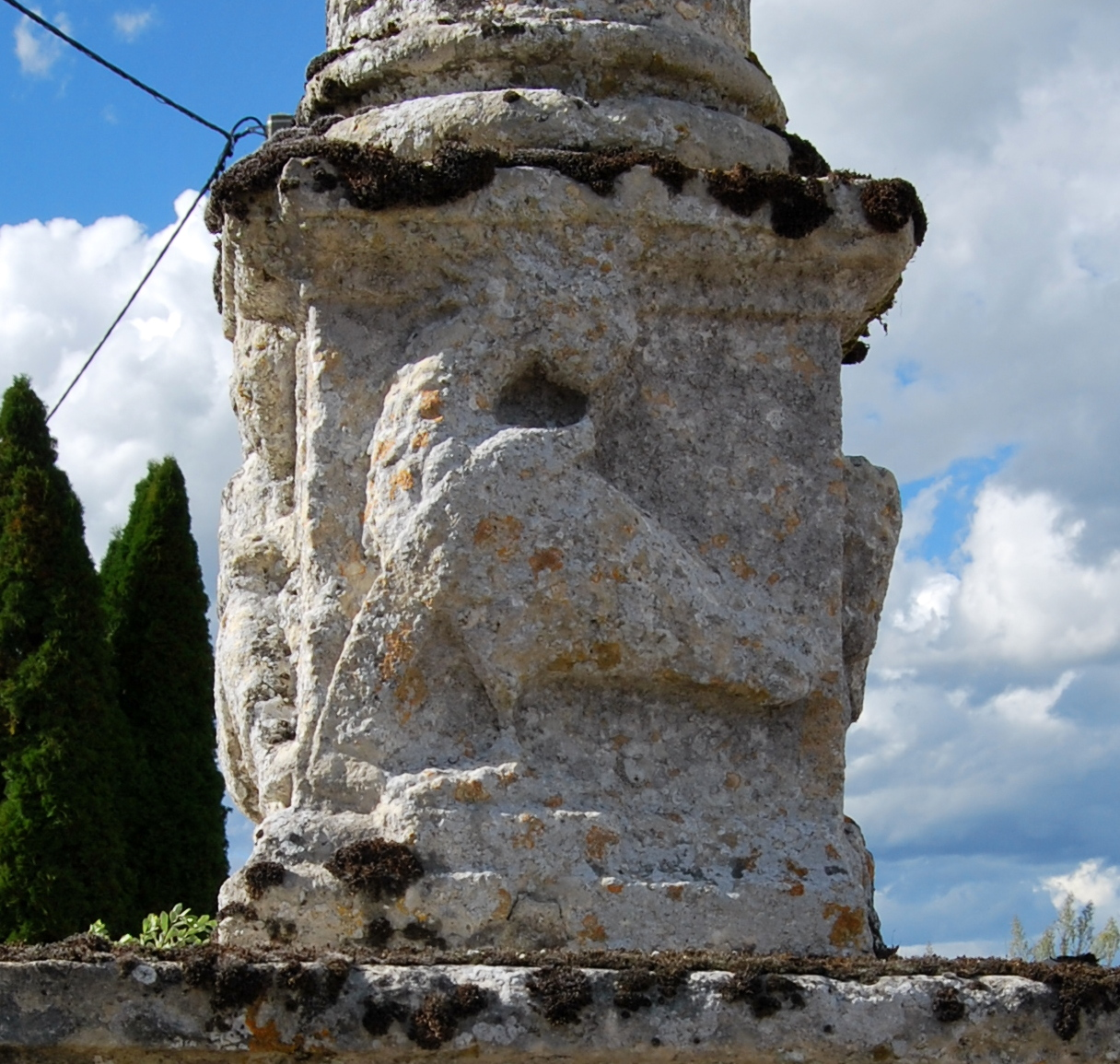
L'aigle (Jean)
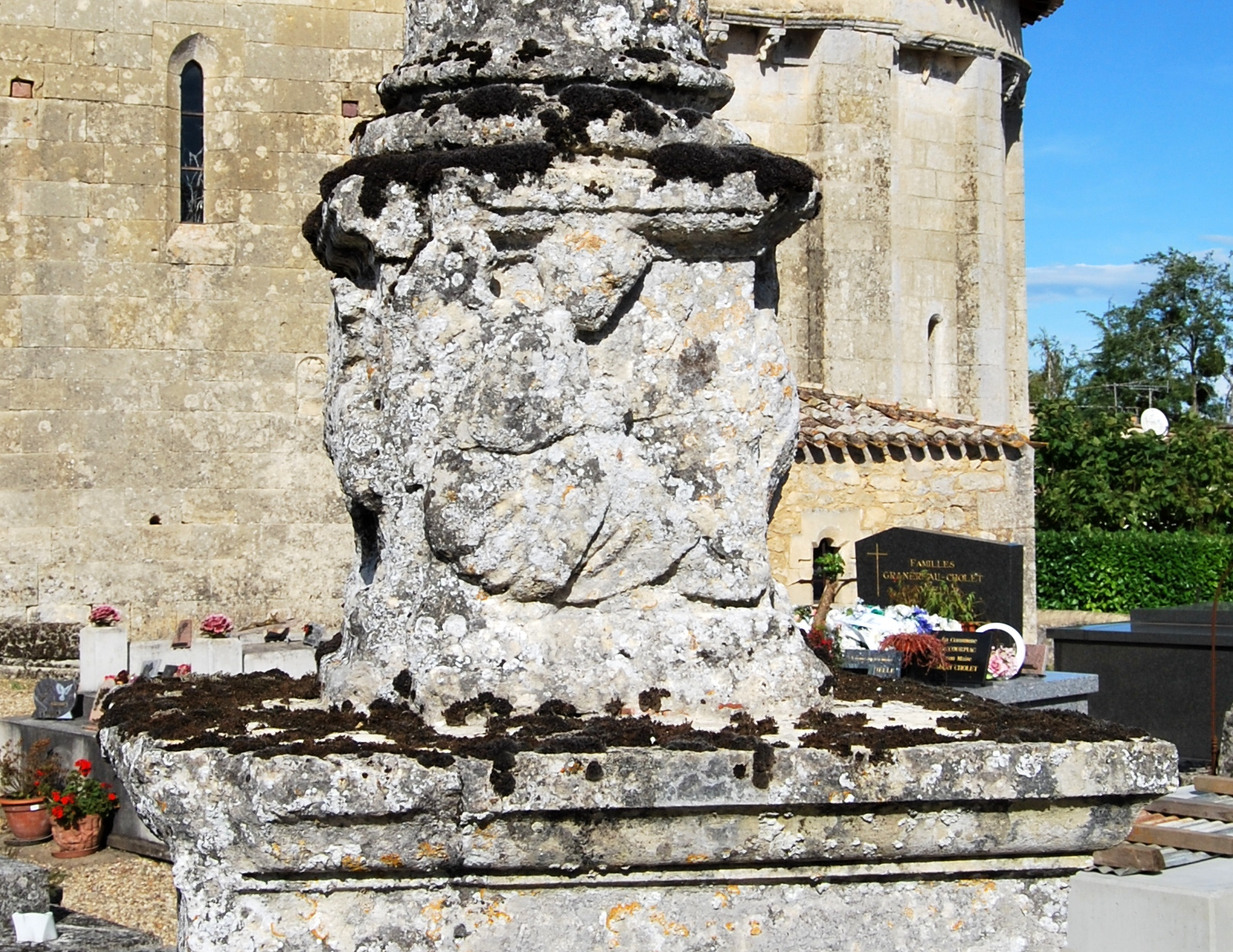
L'homme ailé (Mathieu)
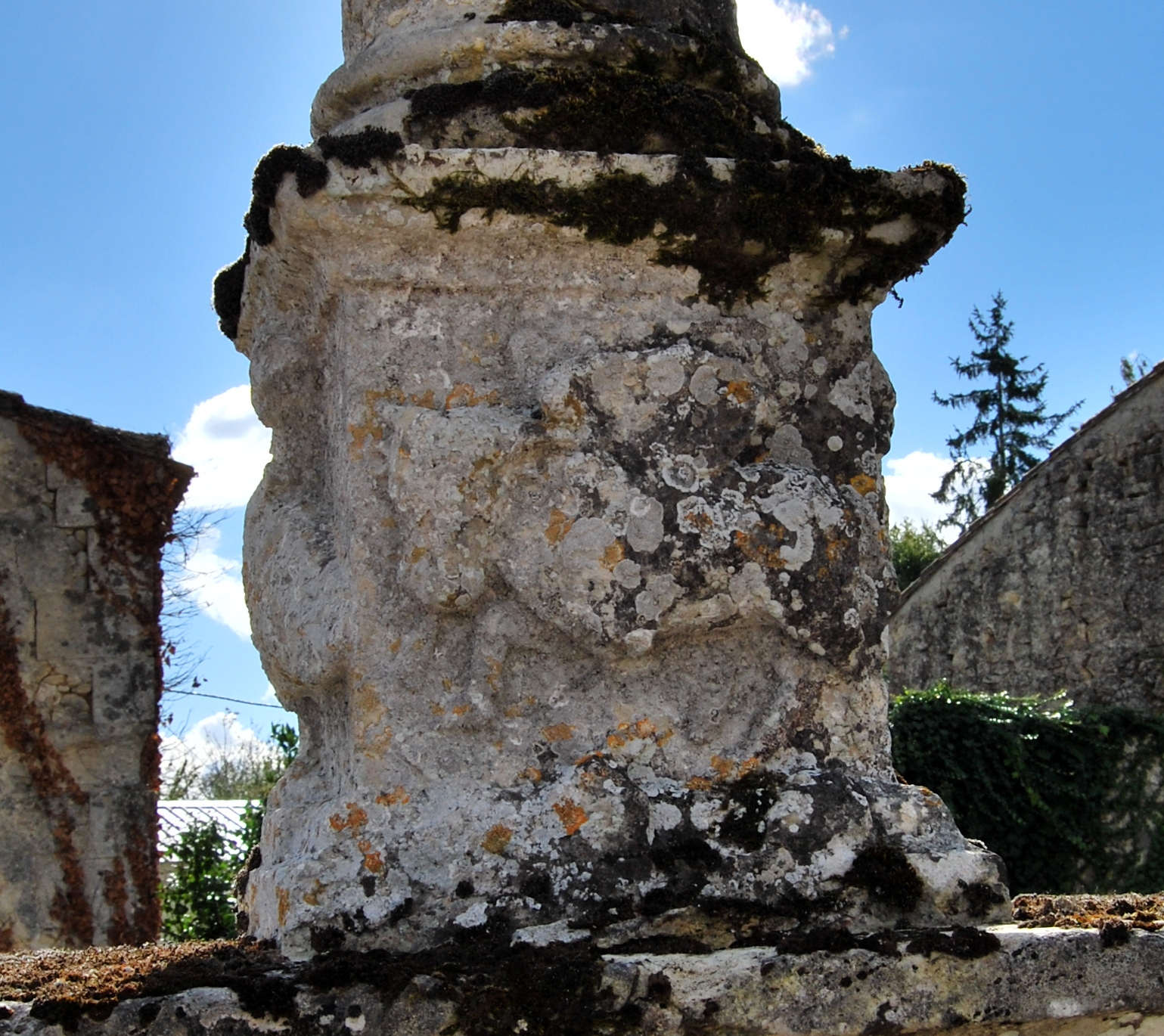
Le taureau (Luc)
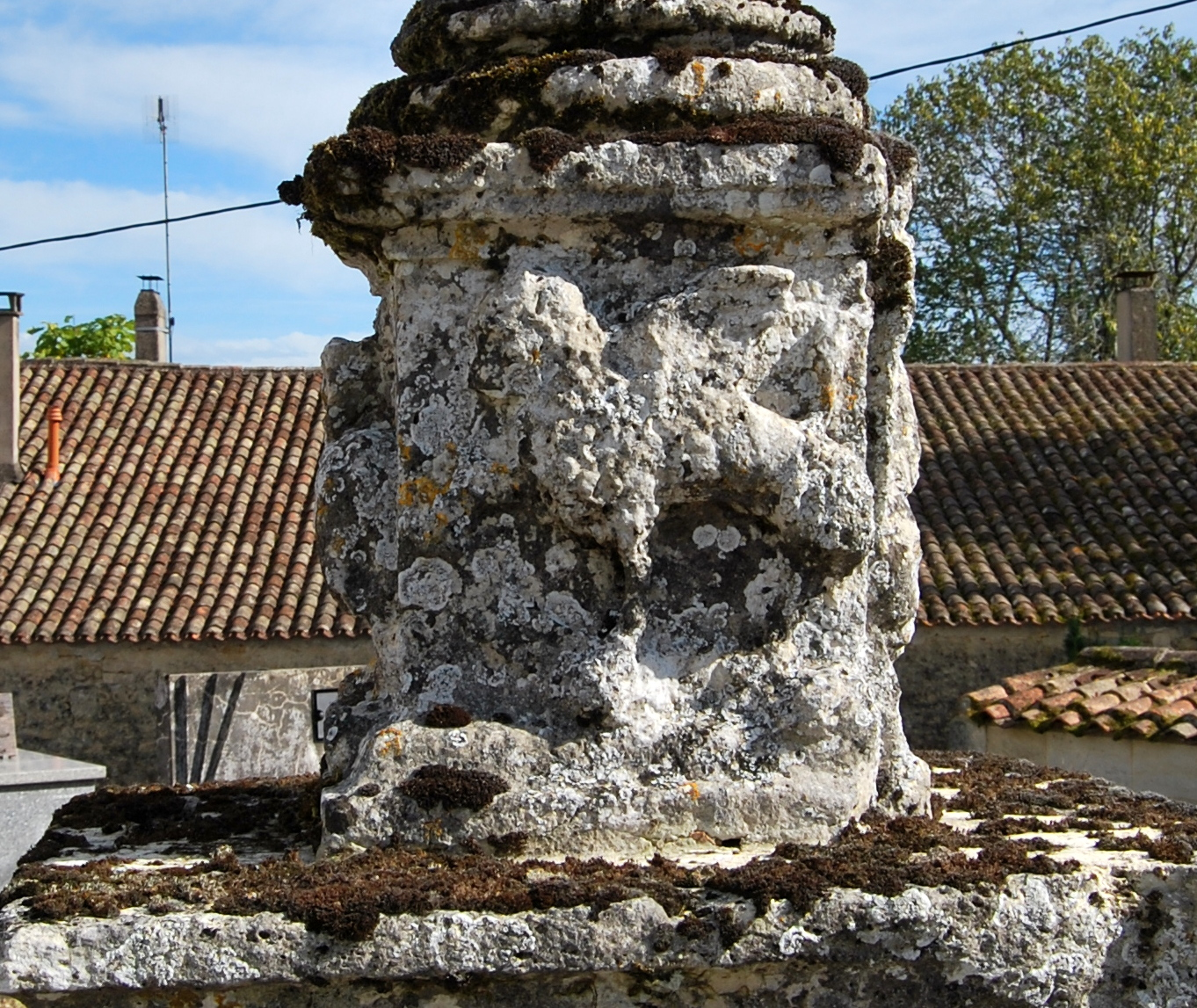
Le lion (Marc)
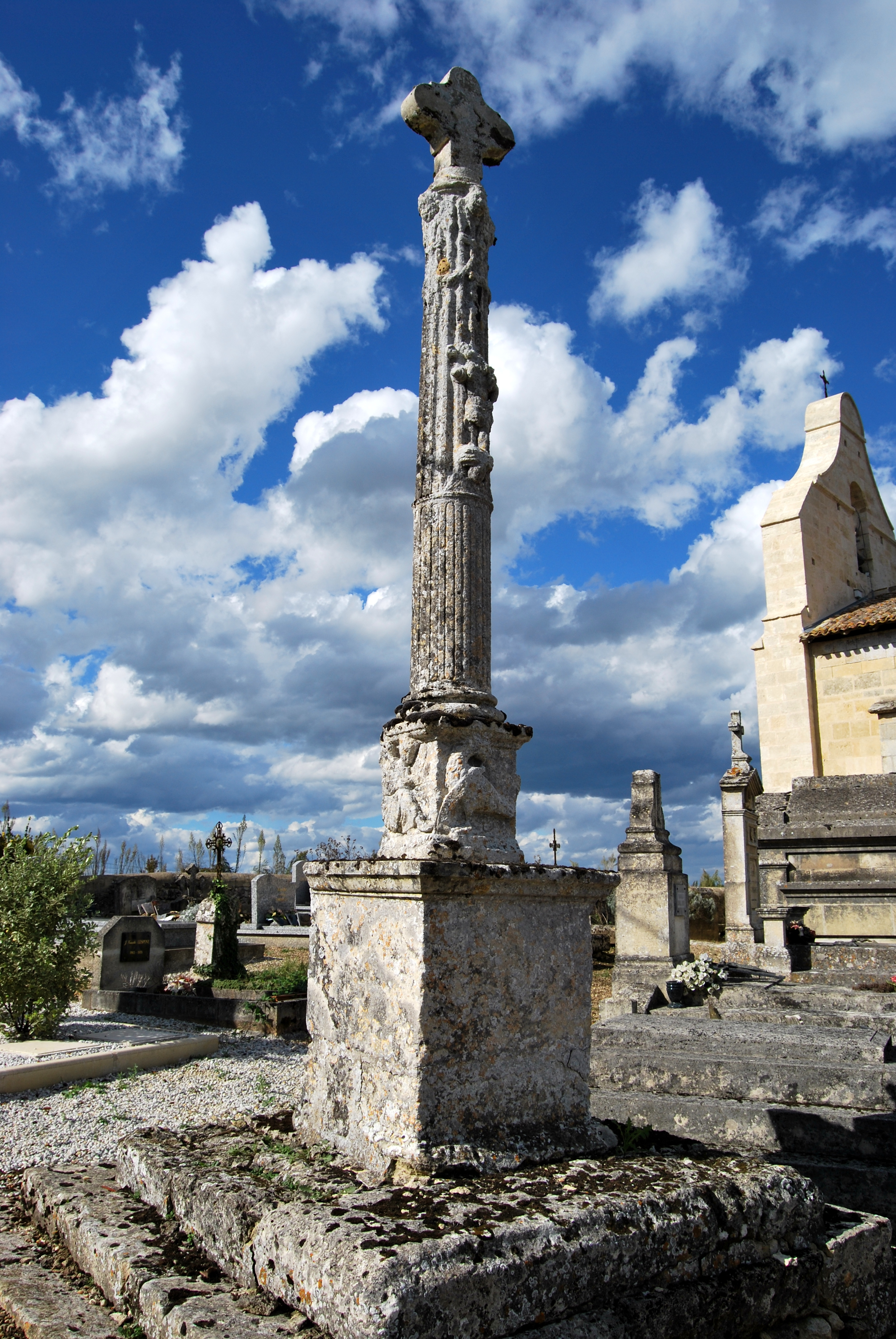
Saint Christophe

La croix fait l’objet d’un classement au titre des monuments historiques depuis le 24 février 2004.